# Herb gminy Besko
Herb gminy Besko – jeden z symboli gminy Besko, ustanowiony 16 maja 1996.

## Wygląd i symbolika
Herb przedstawia na tarczy w polu błękitnym srebrny krzyż z trzema gwoździami i złotym nimbem między ramionami krzyża Jest to nawiązanie do wezwania parafii w Besku.